# Vestura albinotata
Vestura albinotata là một loài bướm đêm trong họ Noctuidae.